# Litošice
Litošice – wieś i gmina w Czechach, w powiecie Pardubice, w kraju pardubickim. Według danych z dnia 1 stycznia 2014 liczyła 131 mieszkańców.